# Le bruit et l'odeur (discours de Jacques Chirac)
Pour les articles homonymes, voir Le Bruit et l'Odeur.
« Le bruit et l'odeur » est une expression extraite d'un discours de Jacques Chirac prononcé le 19 juin 1991 et connu comme Le Discours d'Orléans. Il s'agissait d'un dîner-débat du RPR à Orléans, devant 1 300 militants et sympathisants. Chirac était alors président du Rassemblement pour la République (le RPR) et maire de Paris, et ce discours portait sur un éventuel recadrage de la politique d'immigration française.
« Le bruit et l'odeur » désignaient des désagréments causés selon Chirac par certaines personnes immigrées en France. L'expression est restée célèbre, elle fut prononcée durant une période où de nombreuses personnalités politiques ont tenu des propos hostiles à l'immigration.

## Contexte
Le thème de l'immigration n'est pas un sujet délicat pour la droite parlementaire française jusqu'au milieu des années 1980. Malgré le chômage croissant des années 1970, qui arrête l'immigration de travail, le gouvernement de Jacques Chirac instaure en 1976 le regroupement familial, qui permet aux immigrés déjà présents légalement sur le territoire français de faire venir leur famille, dans le cadre de diverses politiques de relance.
Toutefois, la société française commence à se préoccuper de la modification de la structure ethnique de la population, ce qui contribue à expliquer la percée du Front national, qui fait de la lutte contre l'immigration l'un de ses leitmotivs. Cela modifie la configuration politique. À partir du milieu des années 1980, le FN remporte des succès électoraux importants en obtenant pratiquement 11 % aux élections européennes de 1984, en faisant son entrée à l'Assemblée nationale lors des élections législatives de 1986 à la faveur du passage à la proportionnelle. Son candidat, Jean-Marie Le Pen, obtient plus de 14 % au premier tour de l'élection présidentielle de 1988.
Chirac modifie alors ses positions sur la politique migratoire. Lors d'un entretien avec Franz-Olivier Giesbert, le 22 juin 1985, il indique, au sujet de la percée du FN : « […] Pour le moment, tout ça n'est pas bien grave. Il y a un type, Le Pen, que je ne connais pas et qui n'est probablement pas aussi méchant qu'on le dit. Il répète certaines choses que nous pensons, un peu plus fort et mieux que nous, en termes plus populaires. […] ». Lors d'un discours à Marseille, le 10 mars 1988, le même orateur indique : « Si je ne peux pas l'admettre [la multiplication des réactions racistes et xénophobes], je peux le comprendre ». Jusqu'au discours d'Orléans, Chirac a exprimé son adhésion à une vision multiethnique et multiculturelle de la France :  en tant que Premier ministre en 1987, il l'affirme « pluraliste et multiraciale ».

## Extrait du discours
Le 19 juin 1991, au cours d'un dîner-débat du RPR, Jacques Chirac prononce le discours qui contient l'expression le « bruit et l'odeur ». Voici un extrait, portant sur l'immigration :

« Notre problème, ce n'est pas les étrangers, c'est qu'il y a overdose. C'est peut-être vrai qu'il n'y a pas plus d'étrangers qu'avant la guerre, mais ce n'est pas les mêmes et ça fait une différence. Il est certain que d'avoir des Espagnols, des Polonais et des Portugais travaillant chez nous, ça pose moins de problèmes que d'avoir des musulmans et des Noirs […] Comment voulez-vous que le travailleur français qui habite à la Goutte-d'or où je me promenais avec Alain Juppé il y a trois ou quatre jours, qui travaille avec sa femme et qui, ensemble, gagnent environ 15 000 francs, et qui voit sur le palier à côté de son HLM, entassée, une famille avec un père de famille, trois ou quatre épouses, et une vingtaine de gosses, et qui gagne 50 000 francs de prestations sociales, sans naturellement travailler ! [applaudissements nourris] Si vous ajoutez à cela le bruit et l'odeur [rires nourris], eh bien le travailleur français sur le palier, il devient fou. Il devient fou. C'est comme ça. Et il faut le comprendre, si vous y étiez, vous auriez la même réaction. Et ce n'est pas être raciste que de dire cela. Nous n'avons plus les moyens d'honorer le regroupement familial, et il faut enfin ouvrir le grand débat qui s'impose dans notre pays, qui est un vrai débat moral, pour savoir s'il est naturel que les étrangers puissent bénéficier, au même titre que les Français, d'une solidarité nationale à laquelle ils ne participent pas puisqu'ils ne paient pas d'impôt ! […] Il faut que ceux qui nous gouvernent prennent conscience qu'il y a un problème de l'immigration, et que si l'on ne le traite pas et, les socialistes étant ce qu'ils sont, ils ne le traiteront que sous la pression de l'opinion publique, les choses empireront au profit de ceux qui sont les plus extrémistes,. […] [Au sujet des épiciers de proximité] La plupart de ces gens-là sont des gens qui travaillent, des braves gens ; on est bien content de les avoir. Si on n'avait pas l'épicier kabyle au coin de la rue, ouvert de 7 heures du matin à minuit, combien de fois on n'aurait rien à bouffer le soir ? »

## Analyses
Le discours d'Orléans utilise des termes chocs stigmatisants (« overdose », « une vingtaine de gosses », « le bruit et l'odeur ») dans une démarche se posant en parler franc et en courage (« exprimer tout haut ce que beaucoup pensent tout bas »), réservée jusqu'à la fin des années 1980, soit un passé très récent, au discours populiste du Front national. Ces propos, en utilisant le procédé rhétorique de dénégation (« ce n'est pas les étrangers » « ce n'est pas être raciste »…), reprennent selon la chercheuse en sciences politiques Christine Barats-Malbrel « une série de thématiques d'extrême-droite sur le coût social supposé de l'immigration, le détournement du système de protection sociale, etc. C'est la référence au « bruit et à l'odeur » qui sera la plus reprise dans les médias ».
Chirac reprend la distinction entre vagues d'immigration, les plus anciennes étant généralement plus proches culturellement et intégrées depuis longtemps donc progressivement mieux acceptées, au contraire des plus récentes. Ici, les immigrés d'Europe sont opposés à ceux d'Afrique, et par là-même les chrétiens aux musulmans, et les Blancs aux Noirs non Antillais (« Il est certain que d'avoir des Espagnols,… travaillant chez nous, ça pose moins de problèmes que d'avoir des musulmans et des Noirs. »). Alors qu'il se défend d'être raciste, l'historien Michel Winock considère au contraire que par cette indignité langagière, Chirac encourage toutes les généralisations et tombe bien dans le racisme.
Pour le politologue Clément Viktorovitch, ce discours est un exemple emblématique de raisonnement fallacieux appelé argumentation par l'exemple.

## Réactions

### Précisions de Jacques Chirac
Le lendemain, Jacques Chirac pose la question de savoir pourquoi Jean-Marie Le Pen devrait avoir « le monopole de souligner les vrais problèmes » (l'immigration) et affirme que sans intervention des socialistes sur le problème « les choses empireront au profit de ceux qui sont les plus extrémistes ». Quelques jours plus tard, Chirac revendique d'avoir renoncé à la langue de bois et d'avoir « exprimé tout haut ce que beaucoup pensent tout bas ».
Lors d'une interview accordée en 2009 à Europe 1, l'ancien président de la République regrette : « C'était un propos malheureux qui m'est venu spontanément. C'était une bêtise ».

### Réactions politiques
Ce discours a eu de fortes résonances dans la presse, notamment Le Monde,, L'Humanité. En effet, jusque-là, les positions de Chirac, en particulier, et de la droite parlementaire, en général, au sujet des problèmes liés à l'immigration n'étaient pas exprimées de manière radicale, cette formulation étant laissée à l'extrême droite. Quelques réactions politiques à ce discours sont :
- Jean-Marie Le Pen (Front national) : « [Je suis] surpris qu'on m'emprunte mon discours, tout en continuant à me diaboliser. Les Français préféreront toujours l'original à la copie »[19].
- Édith Cresson (Parti socialiste, alors Premier ministre) : « Je suis choquée, mais pas surprise »[8].
- Gérard Longuet (Parti républicain) : « Jacques Chirac a parlé cru, mais parlé vrai. […] Il s'est fait le porte-parole de tous ceux qui trouvent que les merguez, c'est bien, mais pas tous les jours »[20].
- Simone Veil (Union pour la démocratie française) : « [Je suis triste du] dérapage de Jacques Chirac, qui n'est pas raciste. Lorsque l'on emploie des arguments extrêmes, qui sont de Monsieur Le Pen, en réalité les gens votent pour lui »[21].
- Bruno Mégret (Front national) : « [En] conséquence des propos de Jacques Chirac, le RPR doit se déclarer prêt à des accords électoraux avec le FN contre la gauche pour les échéances de 1992-1993 »[9].

Le MRAP porte plainte contre Jacques Chirac pour incitation à la haine raciale mais est débouté le 26 février 1992 par le tribunal de grande instance de Paris. Au cours de ce procès, Chirac était défendu par Patrick Devedjian.
Interrogé en 2020 par Europe 1, Alain Juppé déclare : « Je ne pense pas que c'était une bêtise, c'était une vérité… Il faut voir dans quel contexte il l'a dit. C'était un quartier extraordinairement difficile, et il l'est toujours ».

## Conséquences politiques
Même s'il a été entamé au milieu des années 1980, en particulier avec la loi dite Pasqua, ce moment marque un tournant à partir duquel la droite parlementaire tente d'utiliser le thème politique de l'immigration. Deux jours après le discours, l'explication figure dans Le Figaro : « L'immigration est devenue un enjeu électoral. Le laxisme du pouvoir devant les affrontements de banlieue conforte les positions du Front national, et celles du Parti socialiste. Car les électeurs gagnés par Monsieur Le Pen feront défaut à l'opposition parlementaire aux prochaines élections ». Pour Yann Cugny, ce qui ressemble à un dérapage, comme l'exprime Simone Veil, au cours d'un discours informel est davantage un positionnement politique calculé, exprimé de manière populaire, afin de regagner du terrain face au Front national, voire à rallier certains de ses cadres, et de déborder la gauche sur un thème qu'elle aurait du mal à reprendre.
Le discours prononcé par le président d'un parti de gouvernement, en particulier l'expression marquante « le bruit et l'odeur », est une levée de tabou en ce qui concerne le traitement politique de la situation migratoire en France. Hervé de Charette parle d'intégration du Front national dans la vie politique française.
L'expression « le bruit et l'odeur » reste longtemps collée à la peau de Chirac, comme le note le quotidien belge La Libre lors de sa réélection à la présidence de la République en 2002 : « Il combattit Le Pen mais mit des années à faire oublier le « facho-Chirac » qui stigmatisait « le bruit et l'odeur des étrangers » ».
Quinze ans après le discours, l'expression continue d'être employée par la presse de gauche pour dénoncer les politiques immigratoires fermes lorsqu'elle les juge motivées par le racisme et la xénophobie.

## Reprise de cette expression
(novembre 2022).
- L'expression a été abondamment reprise dans les milieux associatifs[28].
- Le groupe de musique Zebda, engagé politiquement et dont les membres sont issus de l'immigration, a fait de l'extrait de discours une chanson et un album Le Bruit et l'Odeur (1995). Dans le film documentaire d'Éric Pittard (2002) sur les émeutes de 1998 à Toulouse, Le Bruit, l'Odeur et Quelques Étoiles, les membres du groupe Zebda jouent leur propre rôle ; le groupe en a par ailleurs composé la bande-son.
- D'une manière générale, de nombreux rappeurs ont réutilisé cette expression dans leurs chansons (par exemple Al Peco dans sa chanson Monsieur l'ministre de l'intérieur, Booba dans ses chansons Tallac, Gangster, Billets violets et M.L.C ou Iron Sy dans Président).
- Le groupe de rap Suprême NTM dénonce « ceux dérangés par les odeurs et les bruits » dans leur chanson Plus jamais ça en 1995.
- Les rappeurs Aelpéacha et MSJ, dans leur album commun Le Lubrifiant (2010), reprennent un extrait du discours, plage 11 : Vous auriez la même réaction, en guise d'introduction à leur titre reggae Nous on aime parfumer).
- L'expression est reprise dans le film Astérix et Obélix : Mission Cléopâtre (d'Alain Chabat) par Panoramix à propos de la disposition des cuisines du palais que fait construire l'architecte Numérobis.
- Le discours de Jacques Chirac est repris et commenté par Karl Zéro dans son film : Dans la peau de Jacques Chirac (2006).
- L'expression est parfois reprise de manière ironique par les écologistes au sujet de la voiture[29].
- Le groupe de rap La Rumeur fait allusion à l'expression dans sa chanson On m'a demandé d'oublier sur le maxi Le Franc-tireur.
- Les Nèg' Marrons reprennent cette expression dans leur chanson Les enfants du soleil (2000) : « Pas d'chance pour ceux qui n'supportent pas le bruit et l'odeur » et en featuring avec Cesaria Evora dans Petites îles (2008) « Le bruit l’odeur tu sais chez nous font partie du déco ».
- À Grenoble, une fresque a été réalisée par des graffeurs sur le périphérique, on peut y voir des caricatures de Chirac et Le Pen, et au milieu la phrase « Le bruit ou l'odeur ».
- Patrick Timsit y fait allusion dans son sketch sur le racisme issu de son spectacle The one man stand-up show.
- Le groupe Les Mauvais Langues y fait allusion dans leur chanson Joyeux bordel de leur album Ça manque un peu de chaleur (2008) : « (…) On aime le bruit et les odeurs (…) ».
- Le groupe Les Fatals Picards reprend cette expression dans sa chanson La France du petit Nicolas dans l'album Coming out de mars 2011 : « Pour gagner mon diplôme de roi des balayeurs, Un salaire de misère, le bruit et l'odeur ».
- Le groupe Ministère des affaires populaires y fait également allusion dans sa chanson Elle est belle la France extraite de l'album Debout la d'dans ! (2006) et dans une autre chanson Faudra faire avec extraite de l'album Les bronzés font du ch'ti.
- Doc Gynéco semble répondre à Jacques Chirac dans son titre Hexagonal (duo avec Renaud) : « Celui-là même qui me traite de négro, et dit que ça pue dans mes escaliers, et que ça gêne qui ? Mon voisin de palier. Un mec qui se saoule au Ricard et frappe sa femme. »
- Gaël Faye y fait référence dans sa chanson Fils Du Hip-Hop de l'album Pili Pili sur un croissant au beurre. "Le bon vin, les dollars ont remplacé le bruit et les odeurs"[30]
- Le rappeur MC Circulaire la prononce deux fois dans sa chanson « Faites entrer l'accusé »[31].
- Dosseh y fait référence dans le titre 25 décembre, de l'album Yuri J'viens représenter le bruit et l'odeur[32].
- Kery James y fait référence dans sa chanson Musique nègre en 2016.
- Un podcast nommé « Les enfants du bruit et de l'odeur » est créé en 2020. Deux mères immigrées à la peau noire y évoquent leur expérience du racisme, celle de leurs enfants ainsi que d'autres personnes identifiées comme victime potentielles de racisme[33].
- Le chanteur Booba dit dans Tallac (2004) : « des hauteurs du 100-8 zoo je représente le bruit et l'odeur ».
- Le rappeur Ateyaba fait référence à l'expression dans le son My Bad, déclarant qu'il à « grandi dans le bruit, l'odeur »[34].

### Documentaire
- Petites phrases, grandes conséquences : la droite en dérapage contrôlé, de LCP (prod.) et de Thomas  Raguet (réal.), 2021 [voir en ligne].